# David de la Riva
David Rogelio Horacio de la Riva (Buenos Aires, 10 de diciembre de 1925 - ibídem, 16 de octubre de 2022) fue un militar argentino, que se desempeñó como ministro de Defensa Nacional durante el gobierno de facto de Jorge Rafael Videla. Perteneció a la Armada Argentina y alcanzó la jerarquía de contraalmirante con la cual se retiró.

## Carrera
Egresó de la Escuela Naval Militar como integrante de la promoción 73, siendo compañero de Emilio Eduardo Massera y Armando Lambruschini. Se especializó en seguridad e inteligencia.
Fue director de la Escuela de Guerra Naval en 1972, cargo que asumió tras dejar la Secretaría General Naval, donde lo reemplazó Massera.

### Ministro
De notable influencia dentro de la Armada, alcanzó el Ministerio de Defensa cuando Videla decidió hacer cambios en su gabinete en medio de internas entre las Fuerzas Armadas. Había removido de la Cancillería —importante cartera— a los oficiales de la Armada, remplazándolos por oficiales de la Fuerza Aérea, para entregarles la cartera de Defensa, que en el gobierno militar resultaba de poca relevancia. Hasta ese momento, desde 1973, había sido comandante del Estado Mayor General de la Armada.